# باشگاه فوتبال اتومبیلچی یولاخ
باشگاه فوتبال اتومبیلچی یولاخ (به لاتین: Avtomobilçi Yevlax FK) یک باشگاه و تیم فوتبال پیشین در جمهوری آذربایجان است.